# Baia di Santander
La baia di Santander è un profondo estuario situato lungo la costa settentrionale della Spagna, sul quale si affaccia la città di Santander.

## Geografia
La baia comunica con il mare aperto tramite un'altra insenatura nota come El Sardinero, nella quale sorge l'isola di Mouro. L'accesso alla parte interiore della baia è possibile tramite uno stretto compreso tra la penisola della Magdalena, nelle cui prossimità si trovano l'isolotto della Torre e l'isola della Horadada, e l'arenile del Puntal, una lunga striscia di dune sabbiose che protegge le tranquille acque interne della baia.